# Rulles (rivière)
Pour la localité, voir Rulles.
La Rulles est une rivière de Belgique, affluent en rive droite de la Semois et faisant donc partie du bassin versant de la Meuse. La rivière coule entièrement en Belgique, en province de Luxembourg, et se jette dans la Semois à la limite nord-est de la localité de Tintigny.

## Débit
Le débit moyen de la rivière mesuré à Habay-la-Vieille dans la commune de Habay (bassin versant de 96 km2 sur 223), entre 1983 et 2003, est de 1,4 m3/s. Durant la même période on a enregistré à cette station :
- un débit annuel moyen maximal de 2,57 m3/s en 2001 ;
- un débit annuel moyen minimal de 1,02 m3/s en 1991.

## Affluents
En rive droite :
- L'Anlier
- L'Arlune
- La Mellier
- La Mandebras